# مستجد الفك
مستجد الفك (الاسم العلمي:†Caenagnathus) هو جنس منقرض من العظائيات سارقة البيض يتبع فصيلة مستجدات الفك من أواخر العصر الطباشيري (مرحلة الكامباني ؛ منذ 75 مليون سنة تقريبًا). وهو معروف من بقايا جزئية بما في ذلك الفكين السفليين وفقرة الذيل وعظام اليد والأطراف الخلفية، وكلها وجدت في تشكيل حديقة الديناصورات في ألبرتا، كندا. كان وزن مستجد الفك بحد أقصى 96 كجم.